# Irländskt pund
Irländskt pund (Ir£ – punt) var den valuta som användes i Irland fram till införandet av euron 2002. Valutakoden var IEP. Valutaenheten 1 punt indelades i 100 pingin.
Valutan infördes 1938, men pund i olika former har varit valutan i Irland sedan år 997.
Vid övergången till euro fastställdes slutkursen 2002 till 1 EUR = 0,787564 IEP.

## Användning
Valutan gavs ut av Central Bank and Financial Services Authority of Ireland / Banc Ceannais agus Údarás Seirbhísí Airgeadais na hÉireann (CBFSI) som ombildades 1943 och ersatte den tidigare Central Bank of Ireland / Banc Ceannais na hÉireann som grundades 1927. CBFSI har huvudkontoret i Dublin och är medlem i Europeiska centralbankssystemet.

## Valörer
- mynt: fanns i 1 punt
- underenhet: fanns i 1, 2, 5, 10, 20 och 50 pingin
- sedlar: fanns i 5, 10, 20, 50 och 100 punt